# 속말말갈
속말말갈(粟末靺鞨)은 말갈의 한 부족이다. 반농반수렵(半農半狩獵)을 주로 한 것으로 보인다.
물길이 차지한 옛 부여 지역의 쑹화강(송화강) 일대에 거주하는 물길 7종 하나인 속말말갈은 자주 고구려를 약탈하다가 581년~600년에, 고구려와의 싸움에서 패배하여, 복속되었다.
이때 속말말갈 궐계부(厥稽部)의 만돌과 그의 동생 돌지계는 홀사래부(忽賜來部)·굴돌시부(窟突始部)·열계몽부(悦稽蒙部)·월우부(越羽部)·보호뢰부(步護賴部)·파해부(破奚部)·보보괄리부(步步括利部) 등 8부의 정예병 수천여 명을 이끌고, 부여성 서북으로부터 부락을 거느리고 관새를 향하여 수나라에 내부하였다.
말갈에 대한 최초의 기록을 남긴 《수서 (역사서)》에서 불열말갈 동쪽 지방의 화살만 모두 돌촉(石鏃)인데, 바로 옛날 숙신씨의 지역이었기 때문이라고 한다.
이로 인해 통설은 속말말갈이 퉁구스족이라는 것이지만, 숙신과 예맥의 결합물이라는 학설, 예맥이라는 학설, 말갈 자체가 그저 범칭이자 비문명화된 부락에 대한 멸칭이었다는 학설 등이 난립하고 있다.
조양에서 출토된 석상 2점의 족속을 속말말갈로 추정하기도 한다.
668년, 신라와 당나라 군대가 고구려를 멸망시키자, 고구려에 복속되었던 말갈족들은 사방으로 흩어지거나 당나라의 영주(營州)로 강제 이주당했다.
696년, 영주에서 거란의 이진충(李盡忠)이 당나라에 반기를 들자 , 대중상은 말갈인 걸사비우와 함께 각각 고구려 유민들과 말갈족들을 이끌며 영주를 탈출했다.
이후 대조영이 이끄는 고구려 유민들과 말갈족들은 당나라군대의 추격을 피해 요동을 떠나 읍루의 동모산으로 가서 나라를 세웠으니 그 나라가 바로 발해다.

## 속말말갈 지도자
- 돌지계 (突地稽)
- 이근행 (李謹行)
- 대조영 (大祚榮)
- 사리걸걸중상 (舍利乞乞仲象)

## 같이 보기
- 말갈
- 백산말갈
- 우루말갈
- 불열말갈
- 철리말갈
- 월희말갈
- 흑수말갈